# Operakatten
Operakatten (originaltitel: The Cat Above and The Mouse Below) er den anden af 34 Tom og Jerry -shorts produceret af Chuck Jones, udgivet i 1964. Den blev instrueret af Jones og  Maurice Noble, og er den anden kortfilm som er skrevet af Michael Maltese.

## Handling
Tom er en berømt sanger annonceret som " Signor Thomasino Catti-Cazzaza Baritone ", som skal optræde ved en forestilling for at synge Largo al factotum. Tom ankommer i en meget lang limousine og dukker op og kaster en rose ind i folkemængden. Han går ind på scenen til klapsalver, som han afbryder med en simpel håndgestus, og begynder at synge for publikum, der ser på. Mens alt dette finder sted, prøver Jerry at sove men bliver vækket af Toms operatoner nede under scenen.
Jerry forsøger at gestikulere for at få Tom om at stoppe ved at banke på scenens trægulv med en tandbørste, men Tom giver igen ved at trampe, mens han synger, i gulvet nok til at få Jerry til at ryste og hoppe rundt i sit "værelse". Jerry slår et gulvbræt med en hammer, der skyder Tom ud af sin smoking i luften, hvorfra han falder tilbage i den, men på hovedet, og benene gennem ærmerne. Tom lister af scenen for at skifte.
Tom synger igen, denne gang, mens han tramper på gulvet meget hårdere end før, mens han optræder, hvilket skaber en kæmpe rumlen i Jerrys rum, hvilket til sidst får Jerrys seng til at gå i stykker oven på ham. Tom fortsætter sin optræden, og Jerry holder et skilt op gennem åbningen i en af scenens skakter, hvor der er står "PSST!". Tom fortsætter med at synge, mens han stikker hovedet ned, og Jerry lukker Toms læber i en rynke med et dobbelt elastik. Som modsvar bruger Tom elastikken til at skyde en lang hæfteklamme, som skyder ned, rikochetterer flere gange, og piskes derefter Jerry lige ud af sin nattrøje og fanger ham oppe på væggen ved hans hals. Jerry krydser sine arme, det ene ben over det andet, og "tramper" så med sin fod midt i luften og ser meget irriteret ud.
Mens Tom synger midt i sin optræden, lykkes det Jerry at komme fri fra hæfteklammen og ved siden af scenen slikker han en citron, så Tom bliver sur ved tanken om scenen, og savler, hans læber rynker og krymper. Han gårfrustreret hen til Jerry, og mens han fortsætter med at synge, safter han citronen på Jerrys hoved, og vender bagefter tilbage til rampelyset. Jerry borer derefter et hul i gulvet mellem Toms bagpoter og bruger en kroget wire til at trække bunden af Toms skærf fra hinanden, hvilket får den til at springe op og slå ham i ansigtet. Tom griber wiren og trækker den op og ned og banker Jerrys hoved i brættet, indtil Jerry vælger at give slip. Mens Tom synger " Figaro! "-delen, sigter Jerry et svupper mod Toms mund og scorer et direkte hit. Jerry imiterer Tom hånende, indtil Tom svupper ham til gulvet med svupperen. Ved hjælp af Jerrys flitsbue skyder han Jerry i svupperen op på en væg uden for scenen og genoptager sin sang.
Jerry befrier sig selv og taber ved et uheld en stor sandsæk på Tom, da han er ved at nå klimakset, hvilket får ham til at ryge gennem gulvet med et højt brag. Alt er stille, indtil Jerry går ind på scenen i en smoking. Nu er musen oven på scenen, og katten sidder fast forneden, med hovedet trykket fladt af sandsækken, og Jerry synger selv sidste afsnit af forestillingen (omend med høj stemme).Tom er rasende over at Jerry har stjulet billedet og banker på gulvet med en kost, hvilket får Jerry til at flyve, men dette føjer bare til den sensationelle mus's drama, dahan synger de sidste par toner, da han laver en yndefuld balletlanding, før han modtager høje klapsalver. Ordene "The End" dukker så op på de lukkede gardiner.

## Filmhold
- Historie: Michael Maltese & Chuck Jones
- Animation: Tom Ray, Dick Thompson, Ben Washam, Ken Harris og Don Towsley .
- Baggrunde: Philip DeGuard
- Ansvarlig for produktionen: Les Goldman
- Medinstruktør og layouts: Maurice Noble
- Musik: Eugene Poddany
- Baryton: Terence Monck
- Produceret og instrueret af Chuck Jones